# Pegomya scapularis
Pegomya scapularis är en tvåvingeart som först beskrevs av Zetterstedt 1846.  Pegomya scapularis ingår i släktet Pegomya och familjen blomsterflugor. Arten är reproducerande i Sverige. Inga underarter finns listade i Catalogue of Life.